# روي كونراد
فيليكس (بالإنجليزية: Roy Conrad)‏ هو مشهور يمني، ولد في 11 نوفمبر 1940، وتوفي في 19 يناير 2002 في الولايات المتحدة.

## وصلات خارجية
- روي كونراد على موقع IMDb (الإنجليزية)